# Zoran Đurašković
Zoran Đurašković (serbe : Зоран Ђурашковић) (né le 7 juillet 1975 à Bar en RF Yougoslavie) est un joueur de football monténégrin.

## Biographie
Il a notamment joué pour les clubs du FK Mornar, FK Bokelj Kotor, FK Hajduk Belgrade, FK Mogren, FK Trudbenik Belgrade, FK Mladost Lučani, FK Železnik et du FC Smederevo.

## Palmarès
- Mladost Lučani
  - 1 fois vainqueur du championnat de Yougoslavie: 2001-02[1]

## Annexe